# Respendial
Respendial ou Répendial est un roi Alains. Il était qualifié de « roi des Alains » (Respendial, rex Alanorum) par Renatus Profuturus Frigeridus. 
Il franchit le limes rhénan le 31 décembre 406 à Mayence avec les Vandales Hasdings et Sillings, et les Suèves, se ruant avec ses cavaliers lourds (cataphractaires) sur les mercenaires francs qui protégeaient la frontière et qui, malgré leur faiblesse numérique (3 000 guerriers), mirent en grande difficulté les Vandales qui perdirent le roi hasding Godégisel, tué dans la cohue. 
« Pendant ce temps, Goar, ayant passé aux Romains, Respendial, roi des Alains, retira son armée des bords du Rhin, car les Vandales étaient en guerre avec les Francs. Le roi Godégisel avait succombé, et une armée de près de vingt mille hommes avait péri par le fer. Les Vandales auraient été détruits si les Alains ne les eussent secourus à temps. »
— Grégoire de Tours, Histoire des Francs, II, 9.
Respendial se porte ensuite sur l'Aquitaine, puis en Hispanie en 409, dévastant tout sur son passage. Sa fin reste mystérieuse. On dit que sa horde fut écrasée en 418 par les Wisigoths du roi Wallia et que les survivants trouvèrent refuge dans le nord-ouest de la péninsule Ibérique, chez les Vandales Hasdings dirigés par le roi Gondéric. Mais c'est incertain car c'est plus probablement un certain Addac qui fut battu par les Wisigoths. À moins que Respendial et sa horde se désolidarisèrent des Alains de Addac, car des clans alains se fixèrent en Aquitaine en accord avec les Goths. 

## Sources anciennes
- Renatus Profuturus Frigeridus, cité par Grégoire de Tours dans son Histoire des Francs